# Alexander Hermann von Wartensleben
Alexander Hermann, comte von Wartensleben (16 décembre 1650, Bad Lippspringe - 26 janvier 1734, Berlin) est un général prussien, membre du Drei-Grafen-Kabinett (de).

## Biographie
Alexander Hermann est le fils du propriétaire terrien Hermann Hans von Wartensleben et de son épouse Elisabeth von Haxthausen. Son père possède des biens à Exten, Rinteln, Nordhold et Ottleben.

## Famille
Il est marié en premières noces avec Sophie Dorothea von May (né en 1655 et mort le 10 décembre 1684) depuis le 12 mars 1676. Elle est la fille du général hessois Peter Adolf von May (mort en 1663). Par le mariage de sa fille Dorothea Sophia, il devient le beau-père du futur maréchal général, le comte Hans Heinrich von Katte, et donc le grand-père du lieutenant Hans Hermann von Katte, qui est décapité en 1730 et dont il supplie en vain le roi de sauver la vie. Wartensleben a les enfants suivants avec Sophie Dorothea von May,,:
- Adolf Friedrich (né en 1678 et mort le 4 juillet 1701), lieutenant-colonel du duché de Saxe-Gotha[5].
- Karl Sophronius Philipp (de) (né le 21 septembre 1680 et mort le 7 octobre 1751), ministre polonais, marié avec Jeannette Marguerite Huyssen van Kattendijke (1691-1724)[6] belle-famille de Henri IX de Reuss-Kostritz, fondateur de la lignée Wartensleben-Flodroff
- Wilhelmine Charlotte (née le 1er janvier 1683 et mort le 28 novembre 1742), dame de la margravine Wilhelmine de Bayreuth[7] mariée le 3 novembre 1704 avec Johann Bertram Arnold von Diepenbroick (né le 4 novembre 1657 et mort le 18 janvier 1720)[8] conseiller à Clèves.
- Karl Aemilius (né le 7 juillet 1683 et mort le 19 janvier 1685)[9].
- Dorothea Sophia (née le 13 novembre 1684 et morte le 5 novembre 1707) mariée avec le général Hans Heinrich von Katte (1681-1741).

Wartensleben épouse Anna Sophia von Tresckow (de) (née le 12 novembre 1670 et morte le 2 janvier 1735) en 1693 en secondes noces, le couple a les enfants suivants :
- Heinrich Friedrich Christian (né le 15 juillet 1694 et mort le 19 décembre 1715 à Rügen), major prussien.
- Sophus Friedrich (1695-1695)
- Joachim Wilhelm August (né le 15 août 1696 et mort le 15 septembre 1718), lieutenant-colonel du duché de Saxe-Gotha[10].
- Eleonore Friederike Sophie (née le 15 décembre 1697 et morte le 28 août 1757) mariée avec le comte Anton August von Hagen (de), chambellan polono-saxon fils du général Busso von Hagen (de).
- Marie Henriette (née le 5 avril 1699 et morte en 1699)
- Hermann (né le 25 juin 1700 et mort le 20 octobre 1764), chanoine à Magdebourg marié avec Dorothea Johanna Albertina von der Groeben (née le 1er septembre 1707 et morte le 16 janvier 1766).
- Sophie Charlotte (née le 2 septembre 1702 et morte en 1771) mariée avec Johann Friedrich von Westerholt (de)
- Friedrich Wilhelm (1703-1703)
- Friedrich Ludwig (né le 12 février 1707 et mort le 5 janvier 1782), marié avec Agnes Augusta von Flemming (née le 22 février 1716 et morte le 3 mars 1780), fille de Bogislaw Bodo von Flemming (de).
- Friedrich Sophus (né le 10 juillet 1709 et mort le 10 novembre 1772), envoyé prussien à Stockholm et à Copenhague.
- Léopold Alexander (né le 1er octobre 1710 et mort le 21 septembre 1775), lieutenant général prussien, marié avec Anna Friederike von Kameke (de) (né le 4 mars 1715 et mort le 22 octobre 1788), fille de Paul Anton von Kameke.